# Sharpe
Sharpe ist ein englischer Familienname.

## Namensträger
- Adam Sharpe (* 1984), britischer Automobilrennfahrer
- Albert Sharpe (1885–1970), irisch-britischer Schauspieler
- Alex Sharpe (* 1972), irische Sängerin
- Alfred Sharpe (1853–1935), britischer Afrikaforscher
- Alice Sharpe (* 1994), irische Radrennfahrerin
- Anthony Sharpe (* 1974), australischer Sänger und Schauspieler
- Arlene Sharpe, US-amerikanische Immunologin
- Avery Sharpe (* 1954), US-amerikanischer Jazzmusiker und Komponist
- Bill Sharpe (Leichtathlet) (1932–1995), US-amerikanischer Dreispringer
- Bill Sharpe (Musiker) (* 1952), britischer Keyboarder, Mitglied von Shakatak
- Cassie Sharpe (* 1992), kanadische Freestyle-Skierin
- Claire Sharpe, Ehename von Claire Backhouse (* 1958), kanadische Badmintonspielerin
- Clarence Sharpe (1937–1990), US-amerikanischer Jazzmusiker
- Cornelia Sharpe (* 1947), US-amerikanische Schauspielerin
- D. Sharpe (David Sharpe; 1947–1987), US-amerikanischer Musiker
- Darcy Sharpe (* 1996), kanadischer Snowboarder
- Dave Sharpe (1910–1980), US-amerikanischer Schauspieler
- David Sharpe (Schauspieler) (1910–1980), US-amerikanischer Schauspieler
- David Sharpe (Leichtathlet) (* 1967), britischer Mittelstreckenläufer
- David Sharpe (Snookerspieler), englischer Snookerspieler
- David Sharpe (Schwimmer) (* 1990), kanadischer Schwimmer
- David Sharpe (Footballspieler) (* 1995), US-amerikanischer American-Football-Spieler
- Don Sharpe († 2004), britischer Filmeditor und Tontechniker
- Ella Freeman Sharpe (1875–1947), britische Psychoanalytikerin
- Garry Sharpe-Young (1964–2010), britischer Musikjournalist, Künstler und Musikveranstalter
- Horatio Sharpe (1718–1790),  britischer Kolonialgouverneur der Province of Maryland
- Ivan Sharpe (1889–1968), englischer Fußballspieler
- James Sharpe (Historiker) (1946–2024), britischer Historiker
- James Sharpe (Leichtathlet) (* 1962), Leichtathlet von den Niederländischen Antillen
- John Sharpe (Cricketspieler) (1866–1936), englischer Cricketspieler
- John Sharpe (Tennisspieler) (* 1939), australisch-kanadischer Tennisspieler
- John Sharpe (Curler) (* 1964), walisischer Curler
- Karen Sharpe (* 1934), US-amerikanische Schauspielerin
- Kevin Sharpe (Historiker) (1949–2011), britischer Historiker
- Kevin Sharpe (Pianist), US-amerikanischer Pianist
- Kevin J. Sharpe (1950–2008), australischer Mathematiker, Theologe und Archäologe
- Lee Sharpe (* 1971), englischer Fußballspieler
- Lennox Sharpe (* 1953), trinidadischer Komponist, Arrangeur und Musiker
- Luis Sharpe (* 1960), US-amerikanischer American-Football-Spieler
- Matthew Sharpe (Autor) (* 1962), US-amerikanischer Autor
- Matthew Sharpe (Triathlet) (* 1991), kanadischer Triathlet
- Merrell Q. Sharpe (1888–1962), US-amerikanischer Politiker
- Michael Sharpe (Wrestler) (Mike Sharpe; 1951–2016), kanadischer Wrestler
- Michael Sharpe (Leichtathlet) (Mike Sharpe; 1956–2021), bermudischer Leichtathlet und Sportjournalist
- Michael Sharpe (Mediziner), britischer Mediziner
- Nathan Sharpe (* 1978), australischer Rugby-Union-Spieler
- Nigel Sharpe (1904–??), britischer Tennisspieler
- Peter Sharpe (1777–1842), US-amerikanischer Politiker
- Phil Sharpe (1936–2014), englischer Cricketspieler
- Ray Sharpe (* 1938), US-amerikanischer Musiker
- Richard Sharpe (Historiker) (1954–2020), britischer Diplomatiker und Historiker
- Richard Sharpe (Fußballspieler) (* 1967), englischer Fußballspieler
- Richard Sharpe (Eiskunstläufer) (* 1991), US-amerikanischer Eistänzer
- Richard Bowdler Sharpe (1847–1909), britischer Ornithologe
- Robert K. Sharpe (1930–2016), US-amerikanischer Autor, Filmregisseur, Filmproduzent und Fotograf
- Samuel Sharpe (1801–1832), jamaikanischer Missionar und Revolutionär
- Shaedon Sharpe (* 2003), kanadischer Basketballspieler
- Shannon Sharpe (* 1968), US-amerikanischer American-Football-Spieler
- Sterling Sharpe (* 1965), US-amerikanischer American-Football-Spieler
- Tajae Sharpe (* 1994), US-amerikanischer American-Football-Spieler
- Tom Sharpe (1928–2013), britischer Schriftsteller
- Tony Sharpe (* 1961), kanadischer Leichtathlet
- Walter Sharpe (* 1986), US-amerikanischer Basketballspieler
- Wendy Sharpe (* 1963), neuseeländische Fußballspielerin
- Will Sharpe (William Tomomori Fukuda Sharpe; * 1986), japanisch-britischer Filmregisseur und Drehbuchautor
- William Sharpe (Politiker) (1742–1818), US-amerikanischer Politiker
- William F. Sharpe (* 1934), US-amerikanischer Wirtschaftswissenschaftler